# Alcanadre
Alcanadre is een gemeente in de Spaanse provincie en regio La Rioja. Alcanadre heeft een oppervlakte van 31.08 km² en heeft 710 inwoners (2015).

## Demografische ontwikkeling
| Jaar | Inwoners |
| ---- | -------- |
| 1842 | 892      |
| 1877 | 1425     |
| 1887 | 1466     |
| 1897 | 1522     |
| 1900 | 1580     |
| 1910 | 1671     |
| 1920 | 1708     |
| 1930 | 1755     |
| 1940 | 1869     |
| 1950 | 1761     |
| 1960 | 1430     |
| 1970 | 1121     |
| 1981 | 1011     |
| 1991 | 909      |
| 2001 | 795      |
| 2011 | 741      |
| 2014 | 701      |

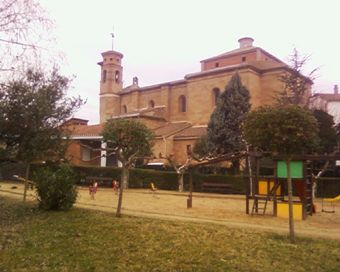
De kerk van Alcanadre
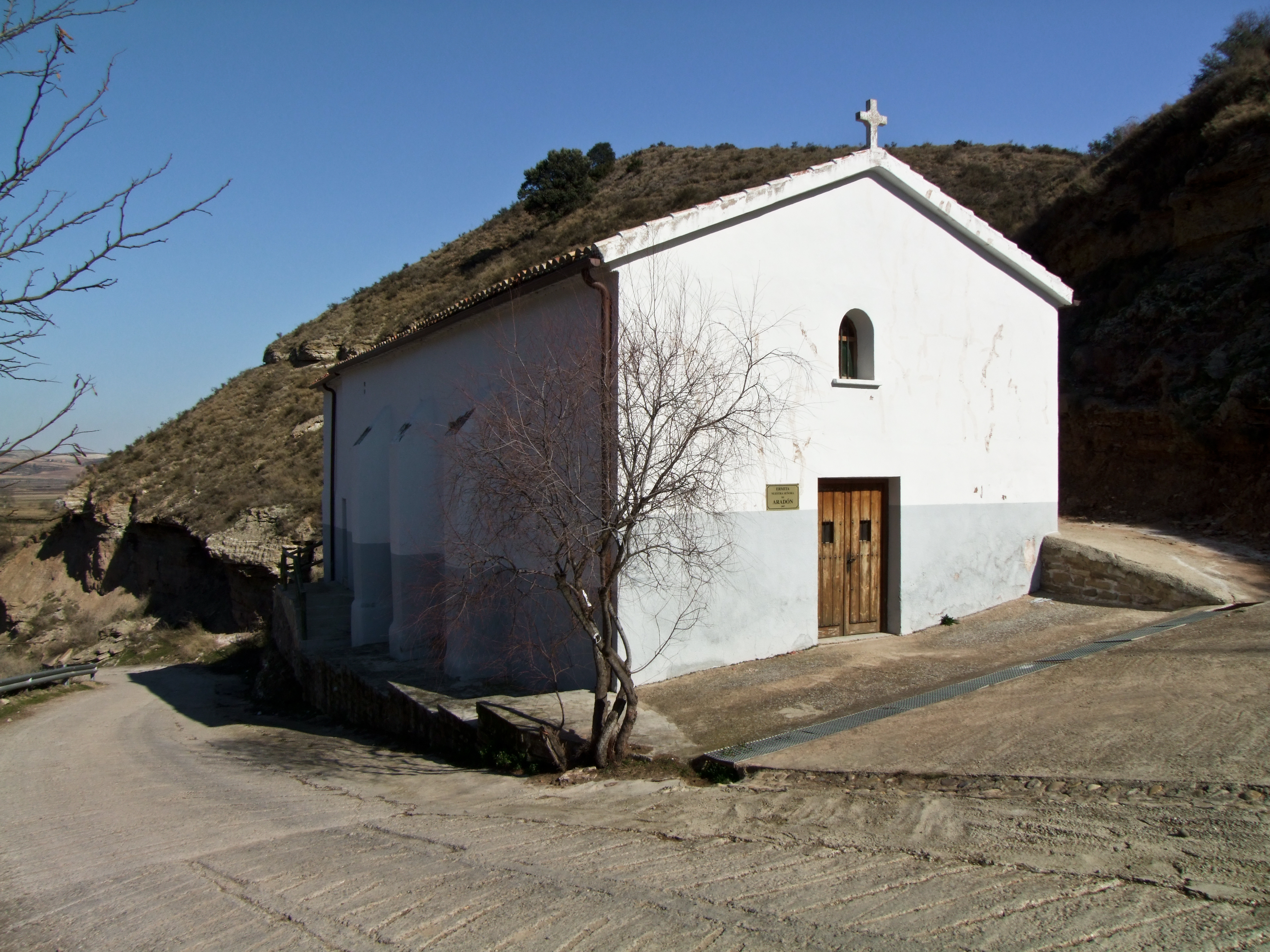